# Antonio Malatesta

Stemma dei Malatesta

Antonio Malatesta (... – Cesena, 1475) è stato un vescovo cattolico italiano, vescovo di Cesena dal 1435 al 1475 e componente della celebre famiglia dei Malatesta.

## Biografia
Era figlio di Niccolò Filippo Malatesta della linea dei conti di Ghiaggiolo.
Rimasto vedovo, in età matura abbracciò lo stato ecclesiastico. Venne eletto vescovo di Cesena nel 1435 forse col tentativo di facilitare nel governo Domenico Malatesta, signore di Cesena dalle mire espansionistiche di Federico da Montefeltro, duca di Urbino. Nel 1445 fece da tramite tra papa Eugenio IV e i frati minori di Cesena che intendevano creare una biblioteca all'ingerno del loro convento: fu un primo passo verso la creazione della Biblioteca Malatestiana. Nel 1439 Antonio Malatesta partecipò al concilio di Firenze. Si adoperò per l'ampliamento del duomo di Cesena e la costruzione del campanile.
Fece costruire nel duomo da Ottaviano di Antonio di Duccio il suo sepolcro, nel quale venne tumulato alla sua morte, avvenuta nel 1475.